# 醉舟
《醉舟》（Le Bateau ivre）是一首100行的诗，作者是象征主义和超现实主义作家阿瑟·兰波（Arthur Rimbaud）。

## 背景
这是兰波16岁时（1871）居住于法国的家中，写给保尔·魏尔伦（Paul Verlaine）的。信中介绍了他自己。不久后，他来到巴黎，成为他的爱人。

## 內容
这首诗的押韵格式是 a/b/a/b ，以一个精神错乱者的视角描绘了一艘在大海的泥沼中失去方向的船，被认为是革命性地使用了象征手法以及意象。
这首诗的节选部分如下：

| -{Comme je descendais des Fleuves impassibles, Je ne me sentis plus guidé par les haleurs : Des Peaux-Rouges criards les avaient pris pour cibles Les ayant cloués nus aux poteaux de couleurs.}- | As I was floating down calm Rivers I no longer felt myself steered by the haulers: Gaudy Redskins had taken them for targets Nailing them naked to totem poles. |

兰波的个人传记作家伊妮德·斯塔基（Enid Starkie）称这首诗是“值得纪念的”。这首诗的大概意思如下：一艘船讲述着自己逐渐被水淹没而“喝醉”的旅程，这段旅程让人感慨万千。诗句是纯洁而超然的，但同时，其中却夹杂着最令人厌恶的东西。喜悦夹杂着失落的混合体，标志着年轻的兰波完善了自己的诗歌理论。通过对纷乱感觉的描写，兰波俨然已经成为一位预言家。诗歌中最著名的一句是：“让痛苦而羞涩的爱发酵吧”。
诗歌的高潮出现在第88-89行：“在这无底的黑夜，你沉睡着，放逐了自己。是一百万只金色的鸟，还是未来的漫漫长夜？”宏伟的愿望受到了欺骗，留下的是精疲力尽和禁锢的灵魂。

## 評價與影響
《醉舟》仍然是法國詩作及蘭波的作品中相當珍貴的作品。弗拉基米爾·納博科夫在1928年將它翻譯成俄文， 但西奧多·龐維勒並不喜歡它。 法國的作詞家雷歐·費亥將它譜成一首音樂並在Ludwig-L'Imaginaire-Le Bateau ivre (1982)專輯中演唱。